# Álvaro VI av Kongo
Álvaro VI av Kongo, död 1641, var kung av Kongo mellan 1636 och 1641.